# Matt Franklin
Matt Franklin (1993) es un deportista neozelandés que compitió en triatlón. Ganó una medalla de oro en el Campeonato de Oceanía de Triatlón de 2015 en la prueba de relevo mixto.

## Palmarés internacional
| Campeonato de Oceanía | Campeonato de Oceanía           | Campeonato de Oceanía | Campeonato de Oceanía |
| Año                   | Lugar                           | Medalla               | Prueba                |
| --------------------- | ------------------------------- | --------------------- | --------------------- |
| 2015                  | Mount Maunganui (Nueva Zelanda) | Medalla de oro        | Relevo mixto          |